# 黑井千次
黑井千次（1932年5月28日—），本名長部舜二郎，是日本小說家，日本藝術院會員。

## 生平
1932年5月28日出生於日本東京都杉並區，被稱為「內向世代」中的一人。2002年−2007年間擔任日本文藝家協會理事長。